# OR-15 (航空機)
OR-15は、日本のヤマハ発動機が計画した軽飛行機。ARVとも呼ばれる。実機は製作されていない。

## 概要
1986年（昭和61年）頃から、ヤマハの堀内研究室で開発が始められていた軽飛行機。設計は堀内研究室に所属していた楠正彰が行った。離陸重量500 kg未満の飛行機の、速度と航続距離の当時の世界記録を更新することが目標に据えられていた。
計画は、同時期にヤマハで開発が進められていた航空エンジン（約90 hp）に連動させる形で進められ、当初はこのエンジンを搭載するプッシャー式のレシプロ機として計画されていたが、後に将来的に小型ジェットエンジンの搭載を図る形へと構想が変化している。主翼は繊維強化プラスチック（FRP）製の前進翼、尾翼はY字尾翼。風洞実験では滑空比（L/D）22.7を記録している。
しかし、実機の製作に着手する前の1987年（昭和62年）12月に、ハンググライダーでの飛行中の墜落事故によって楠が死去し、続いてアメリカでのPL訴訟のリスクを危惧した補機類のメーカーが開発協力を拒否したため、搭載予定のエンジンの開発も継続不能となった。これらを受けて、1993年（平成5年）に計画は中止された。

## 諸元（初期計画）
出典：「ボートデザイナーとしての軌跡 Part4」。
- 全長：5.90 m
- 全幅：6.86 m
- 重量：500 kg
- エンジン：ヤマハ レシプロ[6]（90 hp） × 1
- 最大速度：328 km/h
- 巡航速度：300 km/h
- 航続距離：4,800 km
- 乗員：1名以上